# Reckoning (album)
Reckoning je koncertní dvojalbum skupiny Grateful Dead. Album vyšlo 1. dubna 1981 u Arista Records. Nahrábvky pocházejí ze září a října 1980. V roce 2006 vyšla reedice u Rhino Records s jedním bonusovým diskem.

## Seznam skladeb
| Pořadí | Název                       | Autor                 | Délka |
| ------ | --------------------------- | --------------------- | ----- |
| 1.     | Dire Wolf                   | Garcia, Hunter        | 3:20  |
| 2.     | The Race Is On              | Rollins               | 2:58  |
| 3.     | Oh Babe, It Ain't No Lie    | Cotten                | 6:28  |
| 4.     | It Must Have Been the Roses | Hunter                | 6:56  |
| 5.     | Dark Hollow                 | traditional, Browning | 3:49  |
| 6.     | China Doll                  | Garcia, Hunter        | 5:22  |
| 7.     | Been All Around This World  | traditional           | 4:31  |
| 8.     | Monkey and the Engineer     | Fuller                | 2:37  |
| 9.     | Jack-A-Roe                  | traditional           | 4:05  |
| 10.    | Deep Elem Blues             | traditional           | 4:51  |
| 11.    | Cassidy                     | Weir, Barlow          | 4:38  |
| 12.    | To Lay Me Down              | Garcia, Hunter        | 8:59  |
| 13.    | Rosalie McFall              | Monroe                | 2:54  |
| 14.    | On the Road Again           | traditional           | 3:15  |
| 15.    | Bird Song                   | Garcia, Hunter        | 7:34  |
| 16.    | Ripple                      | Garcia, Hunter        | 4:38  |

| Bonusový disk | Bonusový disk                               | Bonusový disk         | Bonusový disk |
| Pořadí        | Název                                       | Autor                 | Délka         |
| ------------- | ------------------------------------------- | --------------------- | ------------- |
| 1.            | To Lay Me Down                              | Garcia, Hunter        | 9:12          |
| 2.            | Iko Iko                                     | traditional, Crawford | 4:23          |
| 3.            | Heaven Help the Fool (instrumentální verze) | Weir, Barlow          | 6:18          |
| 4.            | El Paso                                     | Robbins               | 4:41          |
| 5.            | Sage & Spirit                               | Weir                  | 3:14          |
| 6.            | Little Sadie                                | traditional           | 2:45          |
| 7.            | It Must Have Been the Roses                 | Hunter                | 7:01          |
| 8.            | Dark Hollow                                 | traditional           | 4:30          |
| 9.            | Jack-A-Roe                                  | traditional           | 5:08          |
| 10.           | Cassidy                                     | Weir, Barlow          | 5:06          |
| 11.           | China Doll                                  | Garcia, Hunter        | 5:52          |
| 12.           | Monkey and the Engineer                     | Fuller                | 2:37          |
| 13.           | Oh Babe It Ain't No Lie                     | Cotten                | 7:13          |
| 14.           | Ripple                                      | Garcia, Hunter        | 4:37          |
| 15.           | Tom Dooley                                  | traditional           | 3:33          |
| 16.           | Deep Elem Blues                             | traditional           | 3:42          |

## Sestava
- Jerry Garcia - sólová kytara, zpěv
- Bob Weir - rytmická kytara, zpěv
- Phil Lesh - basová kytara
- Brent Mydland - klávesy, zpěv
- Bill Kreutzmann - bicí
- Mickey Hart - bicí